# Annie Bergman
Annie Bergman, född 15 december 1889 i Liège, Belgien, död 11 januari 1987 i Stockholm, var en svensk konstnär och författare. Hon var dotter till William Bergman.
Annie Bergman utbildade sig vid Konsthögskolan 1908–1912 och målade i olja och akvarell samt åt träsnitt, ofta med landskaps- och figurmotiv och motiv från Italien. Idag är hon framför allt känd och uppskattad för sina utsökta blomstermotiv i trä- och linoliumsnitt. Hon är även känd för sina teaterkarikatyrer på 1920-talet samt illustrationer av henne själv skrivna sagoböcker.
Annie Bergman finns representerad bland annat på Nationalmuseum och Scenkonstmuseet i Stockholm samt internationellt på museet Albertina i Wien, Musée des Arts Décoratifs i Paris och Centre de la gravure et de l'image imprimée i Bryssel.